# Darvin Edwards
Darvin Edwards (né le 11 septembre 1986 à Castries) est un athlète de Sainte-Lucie, spécialiste du saut en hauteur.

## Biographie
Son record est de 2,28 m, obtenu à Londres (HE) le 4 juin 2011. Il a participé aux Athlétisme aux Jeux du Commonwealth de 2006 à Melbourne. Il bat son record personnel et national en 2,31 m pour se qualifier pour la finale de Daegu 2011.
Il met un terme à sa carrière en 2015 à la suite de blessures et travaille désormais en tant que portier dans un hôtel de luxe à Londres.

## Palmarès
| Date | Compétition                                      | Lieu     | Résultat | Marque |
| ---- | ------------------------------------------------ | -------- | -------- | ------ |
| 2011 | Championnats d'Amérique centrale et des Caraïbes | Mayagüez | 3e       | 2,25 m |
| 2011 | Championnats du monde                            | Daegu    | 12e      | 2,20 m |
| 2012 | Jeux olympiques                                  | Londres  | qual.    | NM     |

## Records
| Épreuve         | Épreuve      | Performance | Lieu     | Date            |
| --------------- | ------------ | ----------- | -------- | --------------- |
| Saut en hauteur | En plein air | 2,31 m (NR) | Daegu    | 30 août 2011    |
| Saut en hauteur | En salle     | 2,25 m      | Uxbridge | 27 janvier 2008 |